# 窄鹽性

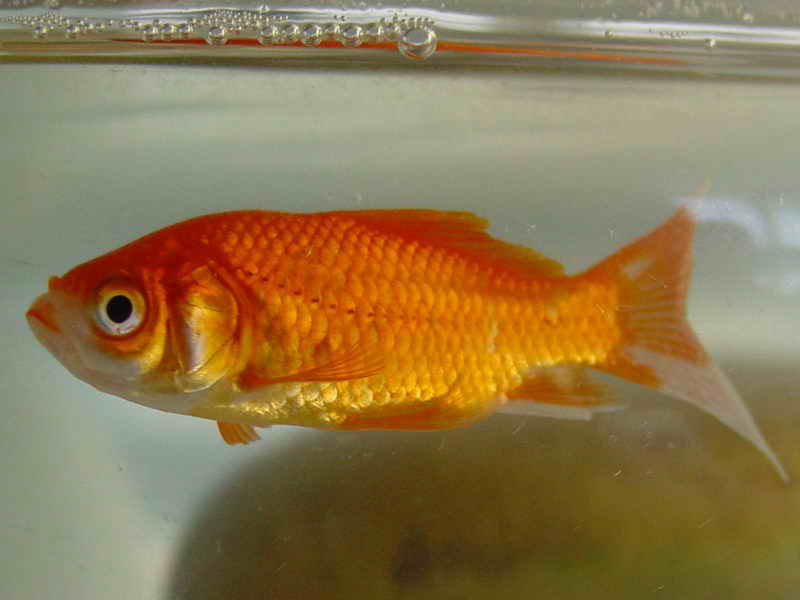
金魚（Carassius auratus）著名的窄鹽性鱼类，只能在淡水中生活

窄鹽性（Stenohaline）是指一個物種（通常是魚）無法生存在鹽度浮動太大的水域。大多數淡水魚，如金魚，都具有窄鹽性而無法生存在高鹽度的海水中；而大多數海水魚，如鱈魚，也具有窄鹽性而無法在低鹽度的水域中生存。反之，生活於沿海河口及潮間帶，或是具有洄游性的魚類，則具有廣鹽性，因為在它們的生命週期中，須同時經歷海水及淡水環境，像是鮭魚及鯡魚。